# Arnaldo Cadei
Arnaldo Cadei (all'anagrafe Arnaldo Vasco Cadei) (Cologna Veneta, 27 dicembre 1918 – Brescia, 7 agosto 1995) è stato un calciatore italiano, di ruolo ala.

## Carriera
Giocò in Serie A con il Vicenza ed in Division 1 con il Metz.

## Palmarès

### Club

#### Competizioni nazionali
- Serie C: 1

Catania: 1948-1949

## Biblioteca
- Gianluca Pierri, Orazio Di Raimondo, Aquile azzurre 90 anni del ragusa calcio, GP edizioni, 2021, ISBN 9798378596614.